# SoulJa
SoulJa, pseudonimo di Johannes Maria Leenders Zwaan (Higashikurume, 1º novembre 1983), è un rapper giapponese di madre belga.

## Discografia

### Album
- 2005 : First Contact
- 2007 : Spirits
- 2009 : Colorz
- 2010 : Letters